# طوره
طوره، روستایی است از توابع بخش صفاییه و در شهرستان خوی استان آذربایجان غربی ایران.

## جمعیت
این روستا در دهستان الند قرار داشته و بر اساس سرشماری سال ۱۳۸۵ جمعیت آن ۵۵۷ نفر (۸۸ خانوار)
بوده‌است.

## موقعیت جغرافیایی
این روستا در شمال غربی‌ترین نقطه از شهرستان خوی قرار دارد. دشت طوره پوشش گیاهی متنوع تری نسبت به سایر روستاهای بخش صفائیه و الند دارد.
گیاهان دارویی و خوردنی آن مشهور است مانند الگز، ریواس
این روستا دارای منظره ای فوق‌العاده است به گونه ای که به راحتی چند روستا از روستاهای کشور ترکیه دیده می‌شود.

## امکانات روستایی
این روستا نسبت به بقیهٔ روستاها از امکانات کمتری برخوردار است. مردم برای مراجعه و درمان بیماری‌های خود باید چند کیلومتر را طی کرده تا به روستای کرکوش برسند.
طوره مدرسهٔ ابتدایی با عنوان ۷ دی دارد که به صورت چند پایه ای آموزش داده می‌شود.
مسجد این روستا در مرکز قراد دارد و اهالی روستا برای اقامهٔ نماز به آن مراجعه می‌کنند.

## کشاورزی
به علت شرایط آب و هوایی، صنعت کشاورزی رونق چندانین نداشته و فقط محدود به یونجه است. گرچه خاکی فوق‌العاده غنی برای کشاورزی دارد ولی متأسفانه آب و هوای این منطقه کمکی به کشت محصولات نمی‌کند؛ ولی با این حال شغل اکثریت مردم دامداری است.